# PZL M28 스카이트럭
PZL M28 스카이트럭(영어: PZL M28 Skytruck)은 PZL 밀레크가 경량 화물과 승객을 수송하기 위해 만든 단거리 이착륙기로, 안토노프 An-28을 라이선스받아 양산하였다. 해상 순찰 및 정찰용 비행기는 PZL M28B 브리자라고 불린다.

## 개발

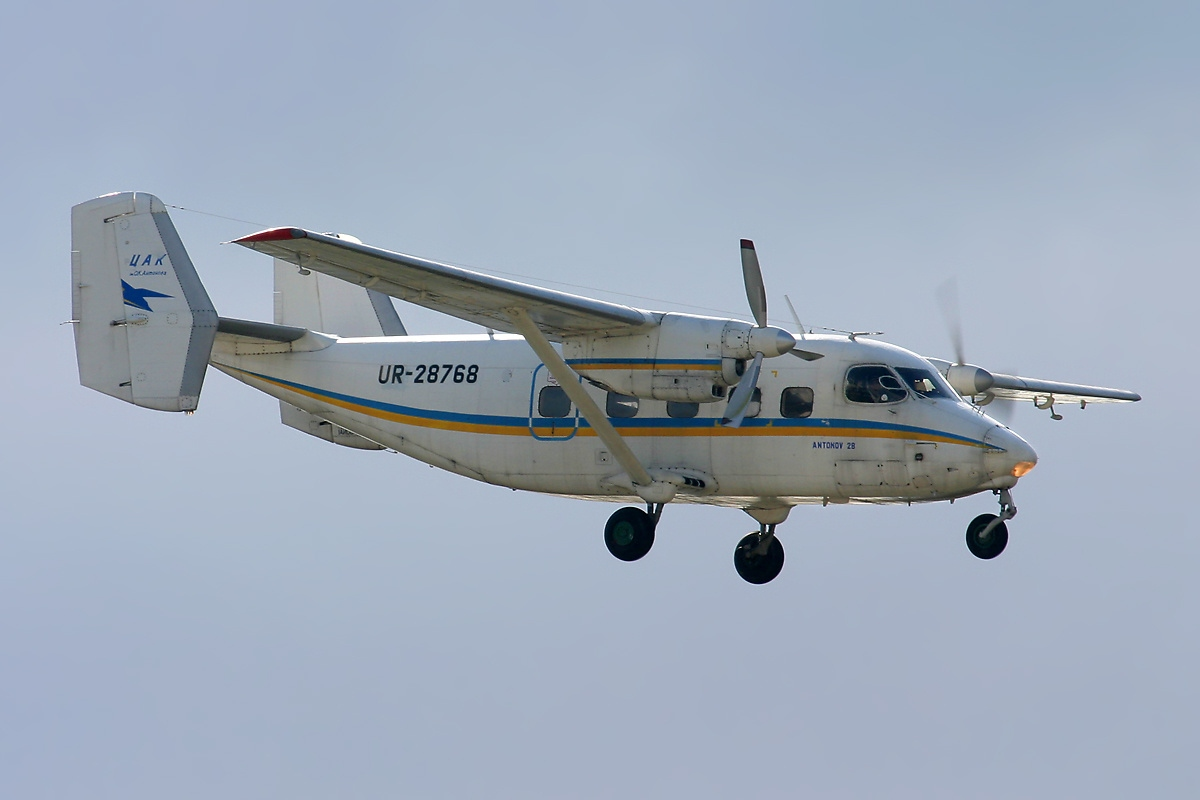
1969년 처녀비행을 한 안토노프 An-28은 1984년부터 PZL 밀레크가 M28로 생산하고 있다.

안토노프 An-28은 매우 성공적이었던 An-2 복엽기를 대체하기 아에로플로트의 단거리 노선을 위한 새로운 경비행 및 다목적 수송을 구상했던 비행기 입찰 경쟁에서 베리예프 Be-30를 제쳤다. An-28은 이전의 안토노프 An-14에서 유래했다. An-14와의 공통점은 높은 날개 배치, 2개의 엔진과 방향타였지만, An-28이 터보프롭 엔진이 탑재된, 개조된 그리고 더 긴 기체를 가지고 있었다. 초기 동력원은 TVD-850이었지만, 생산 단계에서는 더 강력한 TVD-10B을 사용했다. An-28은 1969년 9월 소련에서 An-14M으로 첫 비행을 했다. 1975년 4월 시제품 비행기가 첫 비행을 했다. An-28의 생산은 1978년 폴란드의 PZL 밀레크로 전환되었지만, 1984년 7월 22일이 되어서야 폴란드가 제작한 기체가 첫 비행을 했다.
PZL 밀레크는 An-28의 유일한 생산 기업이다. 소련의 것과 다르지 않은 기본 파생형은 PZL An-28로 명명되었고, TVD-10B를 라이선스 받아 제작한 PZL-10S이 주요 동력원이었다. 이 기체는 소련이 해체되기 이전까지 소련을 위해 만들어졌다. PZL 밀레크가 개발한 그 다음 비행기는 프랫 앤 휘트니 캐나다 PT6 엔진과 하첼 프로펠러, 서양의 벤딕스킹 항공 전자 기기들을 탑재한 서구화된 버전이었다. 이 기체는 PZL M28 스카이트럭으로 명명되었으며, 1993년 7월 24일 첫 비행을 마쳤다. 스카이트럭은 생산이 제한되며, 대부분이 수출용으로 제작되었다.
스카이트럭과 별개로, PZL 밀레크는 1990년대 폴란드 육군과 폴란드 해군을 위해 PZL-10S 엔진에 기초하여 군사용 경수송기 및 해양 정찰기 계열을 개발했다. 공군은 PZL M28B으로 명명했고, 해군은 브리자로 명명했다. 2000년부터 새로 생산된 M28B 역시 날개가 5개 달린 프로펠러를 탑재하기 시작했다.

## 같이 보기
- 드 하빌랜드 캐나다 DHC-6 트윈오터